# Slalåm under himmelen
Slalåm under himmelen är en norsk svartvit dramafilm från 1957 i regi av Edith Carlmar.

## Handling
Tre unga flygare som utbildats utomlands kommer hem till Norge där de inleder sin yrkeskarriär.

## Rollista
- Per Christensen – fänrik Sigurd Bakke
- Marius Eriksen – överstelöjtnant Eriksen
- Lisbet Bull – Gerds faster
- Grace Grung – sjuksyster
- Turid Haaland – fru Riesing, Arnes mor
- Jan Halvorsen – fänrik Thor Granli
- Nils Jørstad – överstelöjtnant Jørstad
- Jan Larsen – major Moe
- Irene Newermann – Sigurds vän
- Rolf Falkenberg Smith – överstelöjtnant Bråtland
- Synnøve Strigen – Gerd, Thors förlovade
- Anders Sundby – Bakke senior, Sigurds far
- Wilfred Werner – fänrik Arne Riesing
- Ingrid Øvre Wiik – fru Berntsen, Riesings granne

## Om filmen
Filmen regisserades av Edith Carlmar och producerades av Sverre Christophersen för bolaget Polarfilm AS. Manus skrevs av Hans Christensen och filmen fotades av Sverre Bergli. Den hade premiär den 16 maj 1957 i Norge.